# Linyphia tauphora
Linyphia tauphora är en spindelart som beskrevs av Chamberlin 1928. Linyphia tauphora ingår i släktet Linyphia och familjen täckvävarspindlar. Inga underarter finns listade i Catalogue of Life.